# Fujita Sadasuke
Fujita Sadasuke est un nom japonais traditionnel ; le nom de famille (ou le nom d'école), Fujita, précède donc le prénom (ou le nom d'artiste).
Fujita Sadasuke (藤田 定資), 12 décembre 1734 - 9 septembre 1807, également connu sous les noms Honda Teiken, Fujita Teiken, Fujita Gonpei et Fujita Gonpei, est un mathématicien japonais de l'époque d'Edo. Il est l'auteur de Seiyō sampō (Essence des mathématiques) publié en 1781.
Sadasuke est le père de Fujita Kagen (1765–1821), crédité de la publication de la première collection de problèmes sangaku.

## Ouvrages (sélection)
Dans un aperçu statistique relatif aux écrits par et sur Fujita Sadasuke, l'OCLC / WorldCat compte environ 30 œuvres dans plus de 30 publications en 1 langue et plus de 30 fonds de bibliothèque.
- Nouvelle différence (招差新術, Shōsa shinjutsu?), 1769
- L'Essence des mathématiques (精要算法, Seiyō sanpō?), 1781
- Problèmes mathématiques suspendus devant le temple (神壁算法, Shinpeki sanpō?), 1796
- Autres problèmes mathématiques sacrés (續神壁算法, Zoku Shinpeki sanpō?), 1807

## Source de la traduction
- (en) Cet article est partiellement ou en totalité issu de l’article de Wikipédia en anglais intitulé « Fujita Sadasuke » (voir la liste des auteurs).